# Liste von Sprengstoffanschlägen im Jahr 2002
Die Liste von Sprengstoffanschlägen im Jahr 2002 erfasst Anschläge mit Sprengladungen und anderen Spreng- und Brandvorrichtungen gegen Einrichtungen und Ansammlungen von Menschen, die im Jahr 2002 passierten. Zu den Formen zählen unter anderem Auto- und Rucksackbomben. Siehe auch Liste von Anschlägen auf Verkehrsflugzeuge.

## Liste
| Datum    | Ereignis                                                               | Ort               | Staat                             | Tote     | Verletzte | Anmerkung, Quellen                                                                      |
| -------- | ---------------------------------------------------------------------- | ----------------- | --------------------------------- | -------- | --------- | --------------------------------------------------------------------------------------- |
| 2. Jan.  | Granatenangriff auf Grenzsoldaten und Zivilisten                       | Srinagar          | Indien                            | 1        | 20        | [ 1 ]                                                                                   |
| 2. Jan.  | Granatenangriff auf Polizisten und Zivilisten                          | Srinagar          | Indien                            | 0        | 29        | [ 2 ]                                                                                   |
| 12. Jan. | Anschlag mit Autobombe auf Zivilisten                                  | Bilbao            | Spanien                           | 0        | 2         | [ 3 ]                                                                                   |
| 17. Jan. | Anschlag mit Schusswaffen und Granaten auf Ballsaal                    | Chadera           | Israel                            | 5 (+1)   | 24 (+1)   | [ 4 ]                                                                                   |
| 25. Jan. | Selbstmordattentat auf Bushaltestelle und Zivilisten                   | Tel Aviv-Jaffa    | Israel                            | 0 (+1)   | 25        | [ 5 ]                                                                                   |
| 25. Jan. | Anschlag mit Sprengsatz auf Fahrrad                                    | Bogotá            | Kolumbien                         | 5        | 28        | [ 6 ]                                                                                   |
| 16. Feb. | Selbstmordattentat auf israelische Zivilisten in Pizzeria              | Karnei Schomron   | Palästinensische Autonomiegebiete | 2 (+1)   | 20        | [ 7 ]                                                                                   |
| 2. Mrz.  | Selbstmordattentat auf Zivilisten                                      | Jerusalem         | Israel                            | 10 (+1)  | 60        | [ 8 ]                                                                                   |
| 7. Mrz.  | Anschlag mit Schusswaffen und Granaten auf Zivilisten                  | Gazastreifen      | Palästinensische Autonomiegebiete | 5 (+1)   | 24        | [ 9 ]                                                                                   |
| 9. Mrz.  | Selbstmordattentat auf Café und Zivilisten                             | Jerusalem         | Israel                            | 11 (+1)  | 50        | [ 10 ]                                                                                  |
| 9. Mrz.  | Anschlag mit Schusswaffen und Granaten auf Hotel und Zivilisten        | Netanja           | Israel                            | 1 (+2)   | 37        | [ 11 ]                                                                                  |
| 17. Mrz. | Granatenangriff auf Kirche                                             | Islamabad         | Pakistan                          | 5        | 46        | [ 12 ]                                                                                  |
| 20. Mrz. | Selbstmordattentat auf Bus mit Zivilisten                              | Haifa             | Israel                            | 7 (+1)   | 29        | [ 13 ]                                                                                  |
| 20. Mrz. | Anschlag mit Autobombe auf die US-Botschaft                            | Lima              | Peru                              | 9        | 32        | [ 14 ]                                                                                  |
| 21. Mrz. | Selbstmordattentat auf Zivilisten                                      | Jerusalem         | Israel                            | 3 (+1)   | 60        | [ 15 ]                                                                                  |
| 22. Mrz. | Granatenangriff auf Markt                                              | Shopian           | Indien                            | 0        | 35        | [ 16 ]                                                                                  |
| 23. Mrz. | Granatenangriff auf Polizisten und Zivilisten                          | Srinagar          | Indien                            | 2        | 22        | [ 17 ]                                                                                  |
| 27. Mrz. | Selbstmordattentat auf Hotel und Zivilisten                            | Netanja           | Israel                            | 30 (+1)  | 140       | [ 18 ]                                                                                  |
| 29. Mrz. | Selbstmordattentat auf Supermarkt und Zivilisten                       | Jerusalem         | Israel                            | 2 (+1)   | 20        | [ 19 ]                                                                                  |
| 29. Mrz. | Sprengstoffanschlag auf Brücke und Zivilisten                          | Kathmandu         | Nepal                             | 0        | 20        | [ 20 ]                                                                                  |
| 30. Mrz. | Selbstmordattentat auf Café und Zivilisten                             | Tel Aviv-Jaffa    | Israel                            | 0 (+1)   | 32        | [ 21 ]                                                                                  |
| 30. Mrz. | Anschlag mit Schusswaffen und Granaten auf Hindu-Tempel und Zivilisten | Jammu             | Indien                            | 8 (+2)   | 20        | [ 22 ]                                                                                  |
| 31. Mrz. | Selbstmordattentat auf Restaurant und Zivilisten                       | Haifa             | Israel                            | 14 (+1)  | 35        | [ 23 ]                                                                                  |
| 1. Apr.  | Granatenangriff auf Moschee                                            | Chaman            | Pakistan                          | 2        | 35        | [ 24 ]                                                                                  |
| 3. Apr.  | Anschlag mit Autobombe auf Zivilisten                                  | Ambon             | Indonesien                        | 4        | 58        | [ 25 ]                                                                                  |
| 7. Apr.  | Anschlag mit Autobombe und Sprengsatz auf Zivilisten                   | Villavicencio     | Kolumbien                         | 12       | 70        | [ 26 ]                                                                                  |
| 8. Apr.  | Anschlag mit Autobombe auf den Verteidigungsminister                   | Dschalalabad      | Afghanistan                       | 10       | 80        | [ 27 ]                                                                                  |
| 12. Apr. | Selbstmordattentat auf Zivilisten                                      | Jerusalem         | Israel                            | 6 (+1)   | 50        | [ 28 ]                                                                                  |
| 15. Apr. | Anschlag mit Haftbombe auf Zivilisten                                  | Mae Sot           | Thailand                          | 7        | 27        | [ 29 ]                                                                                  |
| 15. Apr. | Sprengstoffanschlag auf Zivilisten                                     | Myawaddy          | Myanmar                           | 4        | 29        | [ 30 ]                                                                                  |
| 21. Apr. | Sprengstoffanschlag auf Einkaufszentrum und Zivilisten                 | General Santos    | Philippinen                       | 14       | 45        | [ 31 ] [ 32 ]                                                                           |
| 25. Apr. | Sprengstoffanschlag auf Bus                                            | Jammu und Kashmir | Indien                            | 1        | 21        | [ 33 ]                                                                                  |
| 25. Apr. | Sprengstoffanschlag auf Moschee                                        | Punjab            | Pakistan                          | 12       | 20        | [ 34 ]                                                                                  |
| 28. Apr. | Sprengstoffanschlag auf Markt                                          | Wladikawkas       | Russland                          | 9        | 34        | [ 35 ]                                                                                  |
| 1. Mai   | Anschlag mit Autobombe auf Stadion                                     | Madrid            | Spanien                           | 0        | 17        | [ 36 ]                                                                                  |
| 2. Mai   | Mörserangriff auf Kirche                                               | Bojayá            | Kolumbien                         | 119      | 80        | [ 37 ]                                                                                  |
| 7. Mai   | Selbstmordattentat auf Lokal                                           | Rischon LeZion    | Israel                            | 14 (+1)  | 58        | [ 38 ]                                                                                  |
| 8. Mai   | Selbstmordattentat mit Autobombe auf Soldaten                          | Karatschi         | Pakistan                          | 13 (+1)  | 20        | [ 39 ]                                                                                  |
| 9. Mai   | Sprengstoffanschlag auf Militärparade                                  | Samoskworetschje  | Russland                          | 43+      | 130+      | [ 40 ]                                                                                  |
| 11. Mai  | Midwest-Paketbomben-Anschläge                                          |                   | USA                               | 0        | 6         | [ 41 ]                                                                                  |
| 22. Mai  | Selbstmordattentat auf Zivilisten                                      | Rischon LeZion    | Israel                            | 3 (+1)   | 40        | [ 42 ]                                                                                  |
| 23. Mai  | Pi-Glilot-Anschlag                                                     | Herzlia           | Israel                            | 0        | 0         |                                                                                         |
| 23. Mai  | Anschlag mit Autobombe auf Universität                                 | Pamplona          | Spanien                           | 0        | 2         | [ 43 ]                                                                                  |
| 27. Mai  | Selbstmordattentat auf Zivilisten                                      | Petach Tikwa      | Israel                            | 2 (+1)   | 50        | [ 44 ]                                                                                  |
| 1. Jun.  | Sprengstoffanschlag auf Apartmenthaus                                  | Chigorodó         | Kolumbien                         | 9        | 23        | [ 45 ]                                                                                  |
| 5. Jun.  | Selbstmordattentat mit Autobombe auf Zivilisten                        | Megiddo           | Israel                            | 16 (+1)  | 40        | [ 46 ]                                                                                  |
| 14. Jun. | Selbstmordattentat auf US-Botschaft                                    | Karatschi         | Pakistan                          | 11 (+1)  | 51        | [ 47 ]                                                                                  |
| 17. Jun. | Selbstmordattentat auf Bus mit Zivilisten                              | Jerusalem         | Israel                            | 18 (+1)  | 48        | [ 48 ]                                                                                  |
| 19. Jun. | Selbstmordattentat auf Zivilisten                                      | Jerusalem         | Palästinensische Autonomiegebiete | 6 (+1)   | 37        | [ 49 ]                                                                                  |
| 21. Jun. | Anschlag mit Autobombe auf Touristen                                   | Fuengirola        | Spanien                           | 0        | 3         | [ 50 ]                                                                                  |
| 21. Jun. | Sprengstoffanschlag auf Markt, Park und Zivilisten                     | Chlef             | Algerien                          | 4        | 28        | [ 51 ] [ 52 ]                                                                           |
| 27. Jun. | Granatenangriff auf Markt                                              | Anantnag          | Indien                            | 2        | 25        | [ 53 ]                                                                                  |
| 27. Jun. | Raketenangriff auf Munitionslager                                      | Kandahar          | Afghanistan                       | 19       | 24        | [ 54 ]                                                                                  |
| 5. Jul.  | Sprengstoffanschlag auf Markt                                          | Larbaa            | Algerien                          | 35       |           | [ 55 ]                                                                                  |
| 17. Jul. | Selbstmordattentat auf Zivilisten                                      | Tel Aviv-Jaffa    | Israel                            | 3 (+2)   | 40        | [ 56 ]                                                                                  |
| 24. Jul. | Granatenangriff auf Polizisten                                         | Anantnag          | Indien                            | 0        | 20        | [ 57 ]                                                                                  |
| 27. Jul. | Sprengstoffanschlag auf Zivilisten                                     | Ambon             | Indonesien                        | 0        | 21        | [ 58 ]                                                                                  |
| 31. Jul. | Sprengstoffanschlag auf Universität                                    | Jerusalem         | Israel                            | 7        | 80        | [ 59 ]                                                                                  |
| 4. Aug.  | Anschlag mit Autobombe auf Polizeikaserne                              | nahe Alicante     | Spanien                           | 2        | 30        | [ 60 ]                                                                                  |
| 4. Aug.  | Sprengstoffanschlag auf Bus mit israelischen Zivilisten                | Haifa             | Israel                            | 10       | 40        | [ 61 ]                                                                                  |
| 5. Aug.  | Anschlag mit Schusswaffen und Sprengstoff auf Flüchtlingslager         | nahe Kitgum       | Uganda                            | 45 (+4)  |           | [ 62 ]                                                                                  |
| 6. Aug.  | Anschlag mit Schusswaffen und Sprengstoff auf Pilgerlager              | Pahalgam          | Indien                            | 6 (+2)   | 20        | [ 63 ]                                                                                  |
| 6. Aug.  | Anschlag mit Schusswaffen und Granaten auf Militärposten               | Jammu und Kashmir | Indien                            | 6 (+1)   | 23        | [ 64 ]                                                                                  |
| 7. Aug.  | Sprengstoffanschlag auf Parlament und Präsidentenpalast                | Bogotá            | Kolumbien                         | 14       | 69        | [ 65 ]                                                                                  |
| 9. Aug.  | Granatenangriff auf christliches Krankenhaus                           | Taxila            | Pakistan                          | 3 (+1)   | 20        | [ 66 ]                                                                                  |
| 9. Aug.  | Sprengstoffanschlag auf Lagerhaus                                      | nahe Dschalalabad | Afghanistan                       | 20       | 80        | [ 67 ]                                                                                  |
| 13. Aug. | Raketen- und Schusswaffenangriff auf Militärbus                        | Jammu und Kashmir | Indien                            | 4        | 23        | [ 68 ]                                                                                  |
| 13. Aug. | Granatenangriff auf Sicherheitspatrouille                              | Jammu und Kashmir | Indien                            | 1        | 21        | [ 69 ]                                                                                  |
| 25. Aug. | Anschlag mit Landmine auf Güterzug                                     | Pool              | Republik Kongo                    | 12       | 30        | [ 70 ]                                                                                  |
| 5. Sep.  | Anschlag mit Autobombe und Sprengsatz auf Markt                        | Kabul             | Afghanistan                       | 10       | 65        | [ 71 ]                                                                                  |
| 11. Sep. | Sprengstoffanschlag auf Hotel                                          | Addis Abeba       | Äthiopien                         | 1        | 37        | [ 72 ]                                                                                  |
| 19. Sep. | Selbstmordattentat auf Zivilisten in Passagierbus                      | Tel Aviv-Jaffa    | Israel                            | 5 (+1)   | 50        | [ 73 ]                                                                                  |
| 24. Sep. | Anschlag mit Schusswaffen und Granaten auf Hindu-Tempel                | Gandhinagar       | Indien                            | 31 (+2)  | 70        | [ 74 ]                                                                                  |
| 28. Sep. | Sprengstoffanschlag auf Kino und Zirkus                                | Satkhira          | Bangladesch                       | 3        | 125       | [ 75 ] [ 76 ]                                                                           |
| 2. Okt.  | Anschlag mit Motorradbombe auf Restaurant                              | Zamboanga City    | Philippinen                       | 3        | 25        | [ 77 ]                                                                                  |
| 6. Okt.  | Sprengstoffanschlag auf das Schiff Limburg                             |                   | Jemen                             | 1        | 12        |                                                                                         |
| 11. Okt. | Sprengstoffanschlag auf Polizeistation                                 | Grosny            | Russland                          | 24       |           | [ 78 ]                                                                                  |
| 11. Okt. | Bombenanschlag von Vantaa                                              | Vantaa            | Finnland                          | 6 (+1)   | 166       |                                                                                         |
| 12. Okt. | Anschlag von Bali 2002                                                 | Kuta              | Indonesien                        | 202 (+2) | 209       | Selbstmordattentat auf Paddy’s Bar, Selbstmordattentat mit Autobombe auf den Sari Club. |
| 17. Okt. | Sprengstoffanschläge auf Einkaufszentren                               | Zamboanga City    | Philippinen                       | 6        | 150+      | [ 81 ] [ 82 ]                                                                           |
| 22. Okt. | Selbstmordattentat mit Autobombe auf Zivilisten in Passagierbus        | Haifa             | Israel                            | 14 (+2)  | 50        | [ 83 ]                                                                                  |
| 22. Okt. | Anschlag mit Autobombe auf Polizeistation                              | Bogotá            | Kolumbien                         | 7        | 24        | [ 84 ]                                                                                  |
| 4. Nov.  | Selbstmordattentat auf israelische Zivilisten in Einkaufszentrum       | Kfar Saba         | Israel                            | 2 (+1)   | 40        | [ 85 ]                                                                                  |
| 14. Nov. | Anschlag mit Landmine auf Passagierbus                                 | nahe Bhimeshwar   | Nepal                             | 2        | 22        | [ 86 ]                                                                                  |
| 21. Nov. | Selbstmordattentat auf Bus mit israelischen Zivilisten                 | Jerusalem         | Israel                            | 11 (+1)  | 47        | [ 87 ]                                                                                  |
| 23. Nov. | Anschlag mit Landmine auf Militärbus                                   | Jammu und Kashmir | Indien                            | 12       | 23        | [ 88 ]                                                                                  |
| 24. Nov. | Anschlag mit Schusswaffen und Granaten auf Hindu-Tempel                | Jammu             | Indien                            | 11 (+2)  | 52        | [ 89 ]                                                                                  |
| 28. Nov. | Anschlag mit Schusswaffen und Granaten auf Wahllokal und Zivilisten    | Bet Sche’an       | Israel                            | 6 (+2)   | 30        | [ 90 ]                                                                                  |
| 2. Dez.  | Sprengstoffanschlag auf Bus                                            | Mumbai            | Indien                            | 2        | 36        | [ 91 ]                                                                                  |
| 7. Dez.  | Sprengstoffanschläge auf Kinos                                         | Maimansingh       | Bangladesch                       | 17       | 300       | [ 92 ]                                                                                  |
| 9. Dez.  | Anschlag mit Autobombe auf Polizeistation                              | Bogotá            | Kolumbien                         | 0        | 65        | [ 93 ]                                                                                  |
| 13. Dez. | Anschlag mit Autobombe auf Restaurant                                  | Pristina          | Kosovo                            | 0        | 32        | [ 94 ]                                                                                  |
| 13. Dez. | Anschlag mit Paketbombe auf Restaurant                                 | Bogotá            | Kolumbien                         | 0        | 32        | [ 95 ]                                                                                  |
| 16. Dez. | Sprengstoffanschlag auf Telekommunikationsbüro                         | Neiva             | Kolumbien                         | 0 (+1)   | 25        | [ 96 ]                                                                                  |
| 27. Dez. | Selbstmordattentat mit Autobomben auf Regierungsgebäude                | Grosny            | Russland                          | 54 (+3)  | 121       | [ 97 ]                                                                                  |